# Código internacional de sinais

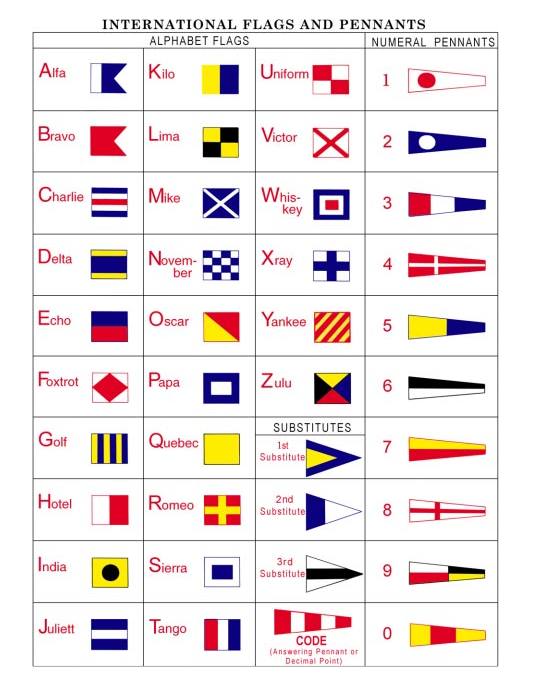
Quadro padrão de "bandeiras e flâmulas internacionais" do Código Internacional de Sinais

O código internacional de sinais é o conjunto de sinais visuais, sonoros, elétricos e homógrafos (pronúncia em rádio), utilizados para facilitar a comunicação entre estações móveis ou fixas, navais, terrestres, aéreas, civis ou militares.
Estes sinais são codificados em acordos internacionais, no âmbito da ONU e referendados pelos países membros em sua legislação.
São utilizados por forças armadas, alianças militares, como a OTAN, marinha mercante, controle de tráfego aéreo, como a ICOM, embarcações de pesca e desportivas, radioamadores, simples conversas ao telefone entre muito outros.
Originou-se da comunicação entre embarcações, que utilizavam-se de bandeiras coloridas presas aos mastros. Com o avanço da tecnologia e o aparecimento da comunicação via rádio surgiu também a necessidade de melhorar o entendimento e a padronização das mensagens, criando-se assim o Código Fonético Internacional .
Além do significado próprio de cada letra, o uso de uma ou mais letras em situações especificas tem um significado, como um barco de pesca com uma bandeira G indica que arrasta rede de pesca, as letras QAP, em fonia, significam que o operador está à espera/na escuta, entre muitas situações possíveis.

## As bandeiras de comunicação marítima

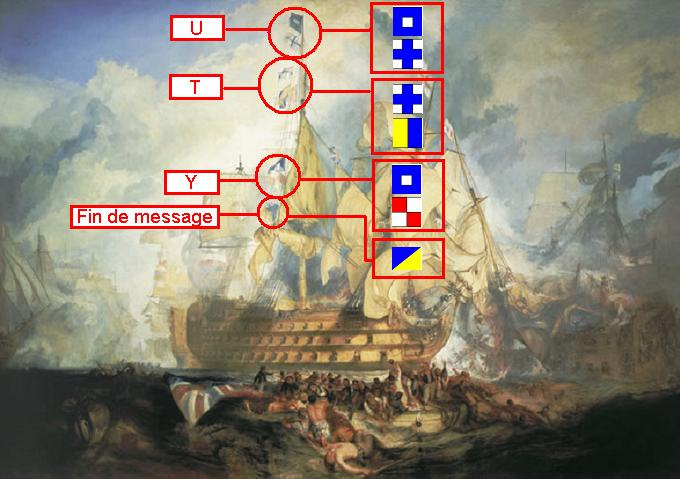
Comunicação naval

Os sinais em semáforo constituem um sistema de comunicação internacional, através do qual fazem-se as diversas letras (e números). Os sinais são feitos com duas bandeiras que se seguram nas mãos e que dependendo da letra ou número a enviar, se deixam em ângulos diferentes. Só podemos utilizar este sistema durante o dia e sempre que o transmissor e o receptor se estejam vendo um a outro. As cores das bandeiras devem ser visíveis e não devem confundir-se com as cores da natureza. As bandeiras medem cada uma 45 x 45 m, divididas em dois triângulos de diferente cor. Elas estarão sujeitas a um cabo de 65 cm.